# Demonski Kralj Pikolo
Demonski Kralj Pikolo je jedan od najvećih negativaca u serijalu Zmajeva Kugla.

## Opis
On je Namekijanac koji je živeo na Zemlji, čiji mu roditelji nisu poznati. Visok je i mršav, vrlo snažan, Goku ga je jedva pobedio.

## Nasledstvo
On ima svog sina Pikola, čije je jaje iskašljao sekundu pre smrti. Goku i ostali se kasnije suočavaju sa njim. U Zmajevoj Kugli Z je postao dobar, međutim ne potpuno, ali je pomagao Gokuu, Gohanu i ostalima.